# Дронго узлісний
Дронго узлісний (Dicrurus modestus) — вид горобцеподібних птахів родини дронгових (Dicruridae).

## Поширення
Вид поширений в Західній та Центральній Африці від Гвінеї до Кенії і на південь до Анголи. Мешкає у відкритих лісистих місцях, уникає густих тропічних вологих лісів.

## Опис
Дрібний птах, завдовжки 24-27 см, вагою 44-53 г. Це птах з міцною і стрункою зовнішністю, великою округлою головою, конусоподібним і міцним дзьобом, короткими ногами, довгими крилами і довгим хвостом з роздвоєним кінцем, кінчики якого розходяться, вигинаючись назовні в дистальній половині. Оперення глянцево чорне з синюватим відблиском. Дзьоб і ноги чорні, очі криваво-червоні.

## Спосіб життя
Трапляється парами або наодинці. Полює на комах та інших безхребетних. Іноді поїдає дрібних ящірок та жаб. Моногамний птах. Розмножується цілорічно з піками в травні-червні та жовтні-лютому. Невелике чашоподібне гніздо серед гілок дерев будують обидва партнери. У кладці 2-4 яйця. Насиджують також обидва батьки по черзі. Інкубація триває два тижні. Пташенята залишають гніздо приблизно через 20 днів після народження.

## Підвиди
- Dicrurus modestus atactus Oberholser, 1899 — поширений від Сьєрра-леоне до Нігерії;
- Dicrurus modestus coracinus Verreaux, J. & Verreaux, É, 1851 — займає східну частину ареалу;
- Dicrurus modestus modestus Hartlaub, 1849 — ендемік острова Принсіпі.